# Oliviero Vojak
Oliviero Vojak (italianisiert auch Oliviero Vogliani; * 24. März 1911 in Pola, Österreich-Ungarn; † 21. Dezember 1932 in Turin, Königreich Italien) war ein italienischer Fußballspieler.

## Leben
Oliviero Vojak stammte aus Pula im heutigen Kroatien, das zur Zeit seiner Geburt zu Österreich-Ungarn gehörte, und nach dem Ersten Weltkrieg an das Königreich Italien fiel. Im faschistischen Italien wurde sein Name in Vogliani italianisiert. Teilweise wurde er auch Vojach geschrieben.
Vojaks älterer Bruder Antonio war ebenfalls in den 1920er- und 1930er-Jahren als Fußballspieler aktiv. Zur besseren Unterscheidung taucht er deshalb in zeitgenössischen Statistiken oft als Vojak II auf.
Oliviero Vojak starb im Dezember 1932 im Alter von 21 Jahren in Turin an einer Lungenentzündung. Er wurde auf dem Cimitero monumentale in Turin beigesetzt, seine ehemaligen Mannschaftskollegen von Juventus trugen seinen Sarg.

## Werdegang
Vojak begann seine Fußballerlaufbahn in seiner Heimatstadt Pula. 1927 wechselte er von der AS Pro Gorizia zu Juventus Turin, wo sein Bruder Antonio bereits seit 1925 spielte. Sein Pflichtspieldebüt für die Juve gab er am 15. Januar 1928 unter József Viola bei der 0:2-Niederlage beim FC Bologna. Er war zu diesem Zeitpunkt 16 Jahren, 9 Monate und 22 Tage alt und gehört damit bis heute zu den jüngsten jemals von Juventus eingesetzten Spielern im Herrenbereich.
In den Folgejahren bestritt Vojak für Juventus neun Meisterschaftsspiele, in denen ihm ein Tor gelang. In der Saison 1930/31 gehörte er von Carlo Carcano trainierten Meistermannschaft von Juventus, die den ersten Titel der Vereinsgeschichte in der 1929 eingeführten Serie A gewann.
Im Sommer 1931 wechselte Oliviero Vojak zur AC Neapel, für die er in der Saison 1931/32 unter dem englischen Trainer William Garbutt 15 Einsätze in der Serie A absolvierte und dabei fünf Treffer erzielte.

## Erfolge
- Italienischer Meister: 1930/31